# Ogonyok
Ogonyok (russo: Огонёк) é uma das mais antigas revistas semanais ilustradas russas, editada desde 21 de dezembro de 1899.
Foi re-estabelecida na União Soviética em 1923 por Mikhail Koltsov. O nome em russo significa "Chama".
A revista atingiu o auge de sua popularidade nos anos da Perestroika, quando seu editor-chefe Vitaly Korotich "passou a adotar uma posição pró-americana e pró-capitalista". Nesses anos os temas principais são a publicação por partes de livros como o Zhena Prezidenta (A esposa do presidente) de Lev Razgon, e Small Fires: Letters From the Soviet People to Ogonyok Magazine 1987-1990 (Summit Books, NY, 1990) selecionados e editados por Christopher Cerf, Marina Albee, e com uma introdução por Korotich.
No início de 1990, Ogoniok foi adquirido por Boris Berezovsky, e sua popularidade começou a diminuir. Viktor Loshak, o ex-editor de Moskovskiye Novosti, assumiu o cargo de editor em 2003. No auge da crise financeira russa de 2008-2009, a publicação foi suspensa devido a uma mudança dos proprietários.
Depois de um intervalo de quatro meses, a publicação de Ogoniok foi retomada em 18 de maio de 2009, pela Kommersant Publishing Group. A primeira edição publicada pelo Kommersant é a de 5079.